# إرنست كرامر (مهندس المناظر الطبيعية)
إرنست كرامر هو مهندس المناظر الطبيعية ومهندس معماري سويسري، ولد في 7 ديسمبر 1898 في زيورخ في سويسرا، وتوفي في 7 سبتمبر 1980 في روشليكون في سويسرا.